# Cancillería Federal (Alemania)

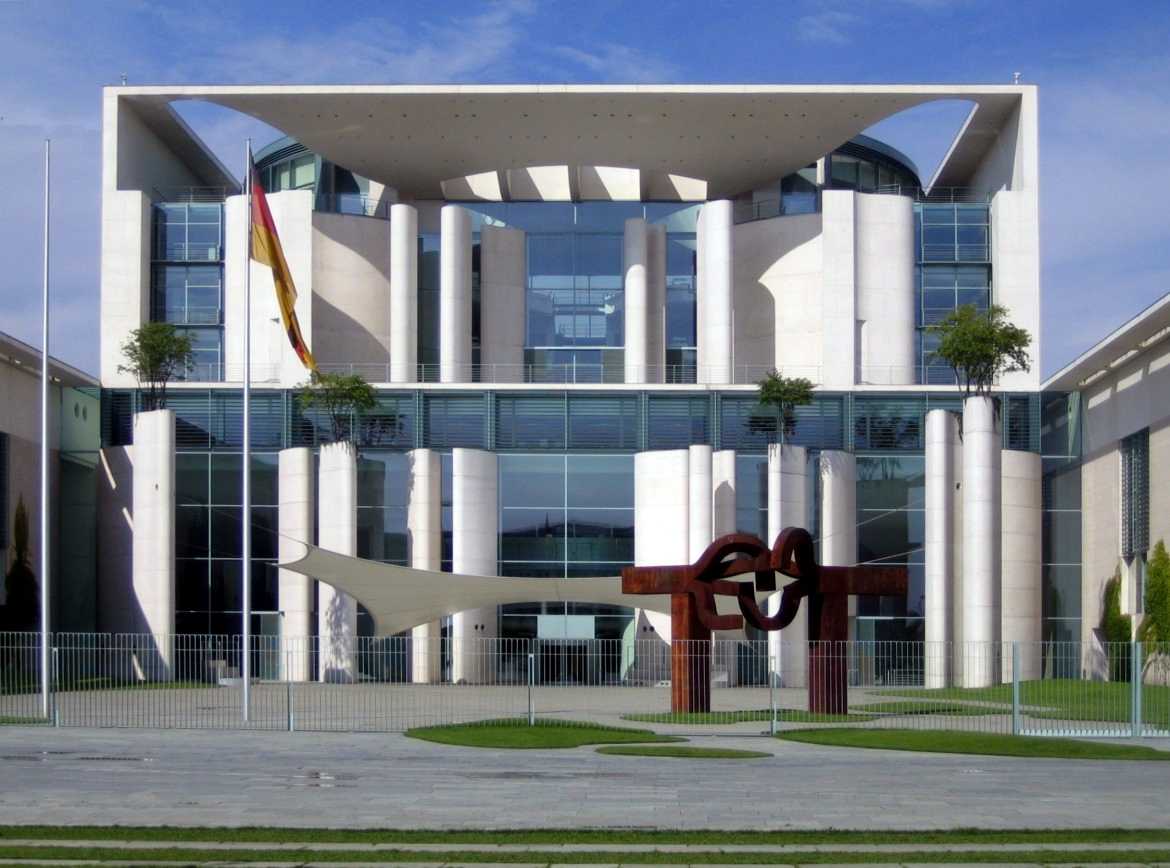
Fachada de la Cancillería Federal de Berlín. En primer término, la escultura Berlín de Eduardo Chillida.

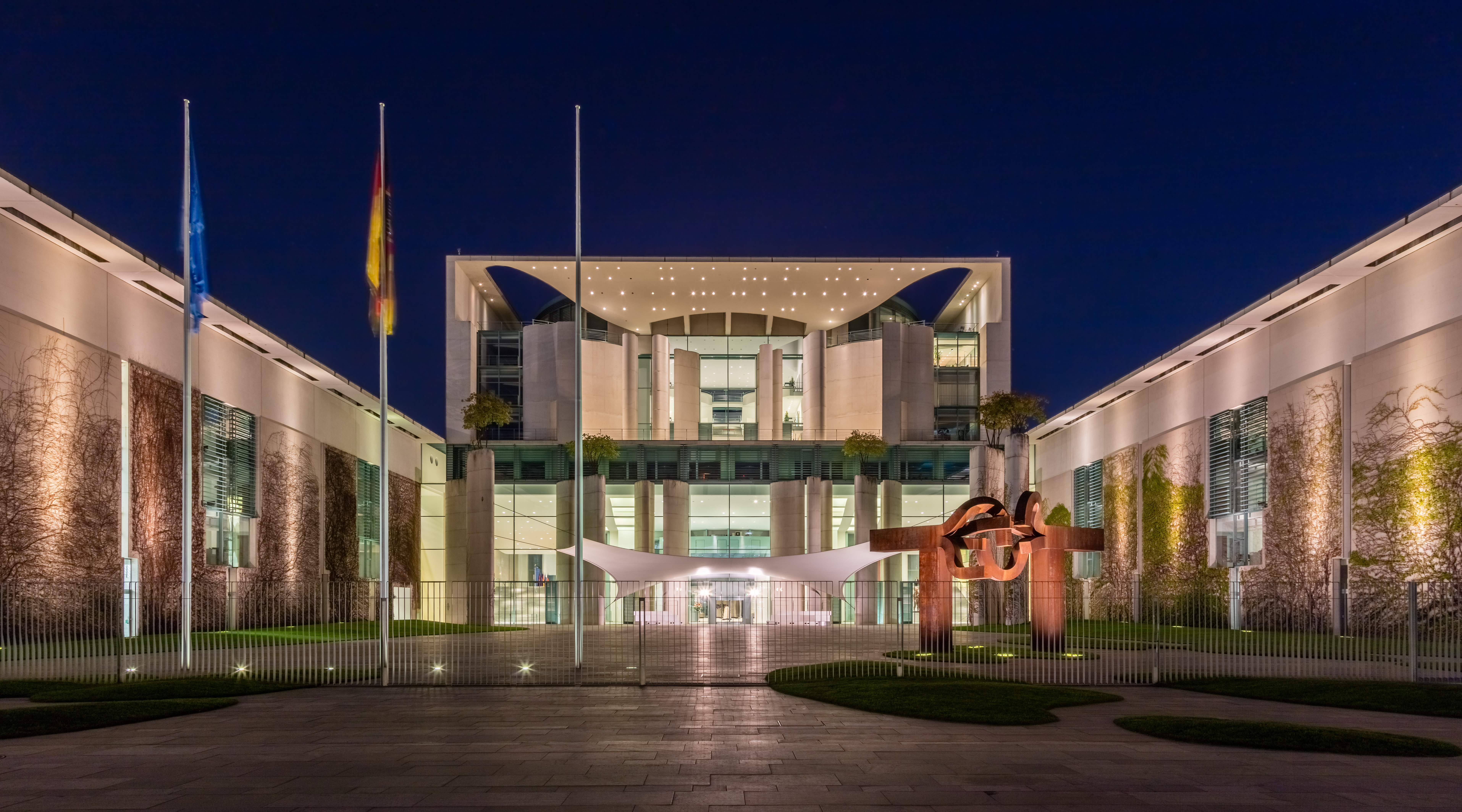
Fachada vista de noche.

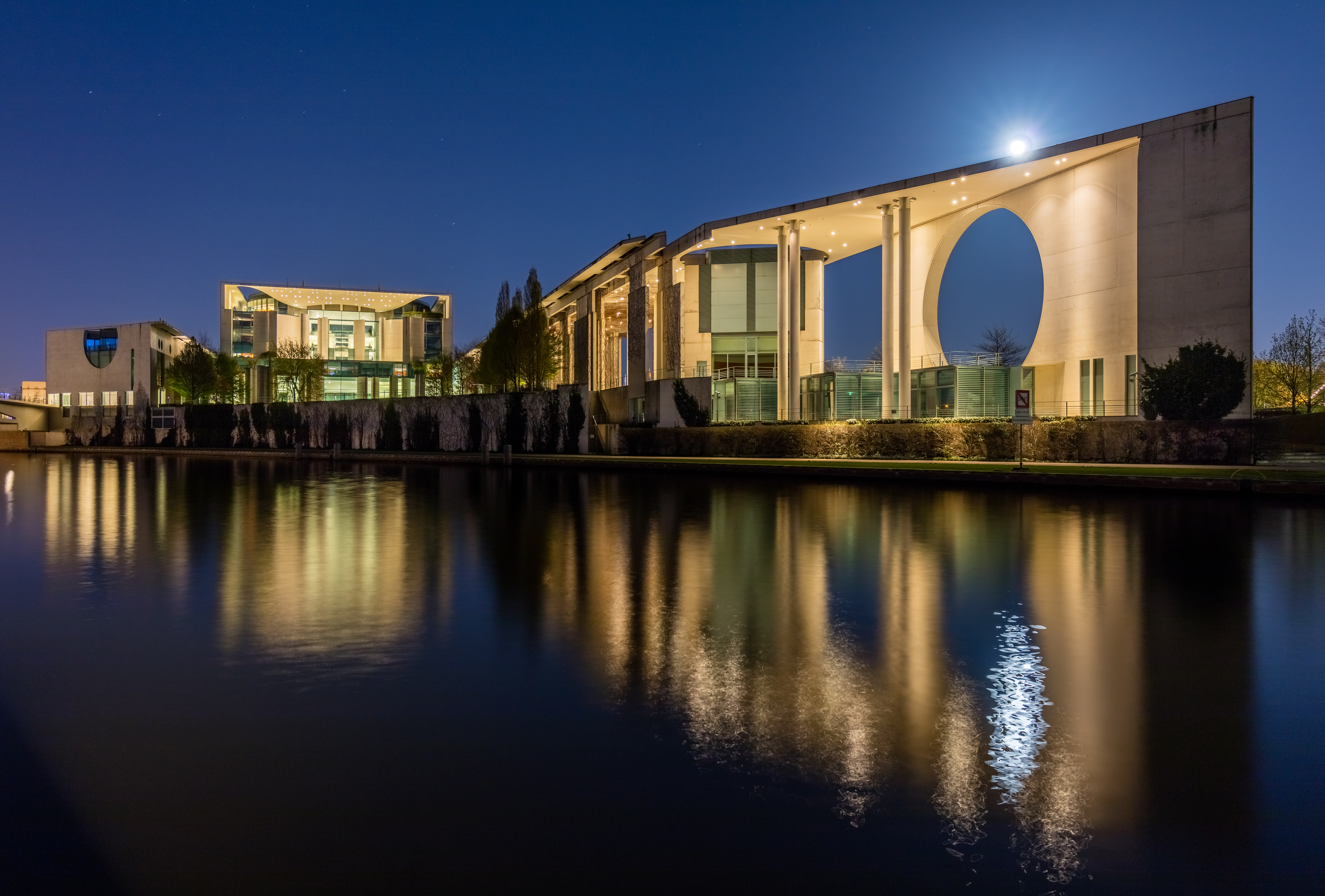
Vista nocturna de la parte posterior de la Cancillería.

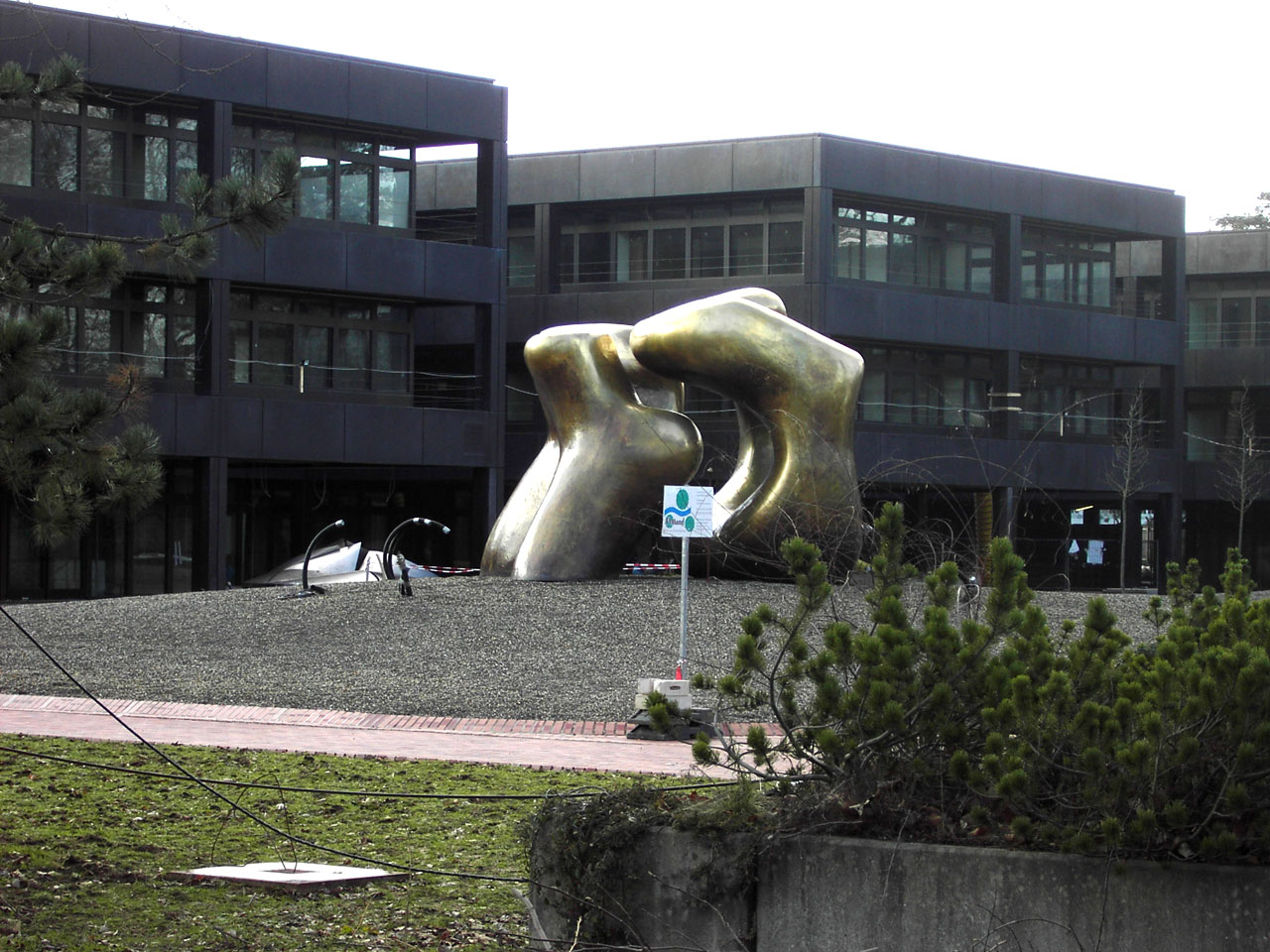
Antigua Cancillería Federal de Bonn.

La Cancillería Federal (en alemán: Bundeskanzleramt, pronunciado /bʊndəsˈkant͡slɐˌʔamt/ⓘ o comúnmente, en alemán: Kanzleramt, pronunciado /ˈkant͡slɐˌʔamt/ⓘ) es la sede central de la Cancillería alemana, cabeza del Gobierno federal de Alemania. El jefe de la Cancillería ostenta el rango de secretario de Estado (Staatssekretär) o ministro federal (Bundesminister). La función principal del jefe de la Cancillería es servir de apoyo al canciller en las actividades de Gobierno. El actual jefe de la Cancillería Federal es Thorsten Frei.
La Cancillería es también el nombre del edificio situado en Berlín que aloja las oficinas del canciller.

## Historia

### La Cancillería Imperial (1871-1938)
La Cancillería alemana fue fundada en 1871 como Cancillería Imperial (Reichskanzlei) y, en origen, tuvo su sede en el berlinés Palacio Radziwill (también conocido como Palacio del Canciller Imperial o Reichskanzlerpalais). 

### La Cancillería nazi (1938-1945)
Entre 1938 y 1939 se construyó la Cancillería del Reich (Neue Reichskanzlei) cuyo diseño corrió a cargo de Albert Speer. Se encontraba en el número 6 de la Voßstraße y ocupaba toda la porción norte de la calle entre la Wilhelmplatz y la Hermann-Göring-Straße. Durante la Segunda Guerra Mundial resultó severamente dañada y posteriormente fue demolida por las fuerzas de ocupación de la Unión Soviética.

### La Cancillería de Bonn (1949-1999)
Tras la guerra, Bonn pasó a ser la capital de la República Federal de Alemania y, por lo tanto, la sede de la Cancillería Federal se trasladó a esta ciudad. Hasta 1976, año en que fue concluido el nuevo edificio de la Cancillería, esta se alojó en el Palacio Schaumburg. Desde el punto de vista arquitectónico, la Cancillería de Bonn era de estilo Internacional.
En el verano de 1999, dentro de la mudanza del Gobierno alemán a Berlín, la Cancillería fue trasladada temporalmente al antiguo edificio del Consejo de Estado de Alemania Oriental en Berlín Este.

### La nueva Cancillería (1999)
La actual cancillería fue inaugurada en la primavera de 2001 y fue diseñada por los arquitectos Charlotte Frank y Axel Schultes y construida por la constructora española Acciona en cemento y cristal. Arquitectónicamente sigue el estilo de la arquitectura moderna. Ocupa 12 000 metros cuadrados y es uno de los mayores edificios gubernamentales del mundo. Debido a su gigantesco tamaño y el estilo moderno los berlineses lo han rebautizado como "Kohllosseum", ya que la construcción fue encargada por el excanciller Helmut Kohl. También se le conoce como "Waschmaschine" (lavadora) por su forma cúbica y la forma circular de la cristalera principal, y como "Elefantenklo" (retrete para elefantes). Junto a la fachada principal se encuentra la escultura "Berlín" del escultor vasco Eduardo Chillida.

## Visitas
Las visitas están limitadas a muy pocos días del año. Desde 1999, el Gobierno alemán admite visitas del edificio un fin de semana al año. Por lo general suele ser en agosto el día conocido como Tag der offenen Tür o jornada de puertas abiertas, en el que la visita es, además, gratuita.

## Jefes de la Cancillería desde 1950
- 1950–1951: Walter Hallstein
- 1951–1953: Otto Lenz
- 1953–1963: Hans Globke
- 1963–1966: Ludger Westrick
- 1966–1967: Werner Knieper
- 1967–1969: Karl Carstens
- 1969–1972: Horst Ehmke
- 1972–1974: Horst Grabert
- 1974–1980: Manfred Schüler
- 1980–1982: Manfred Lahnstein
- 1982: Gerhard Konow

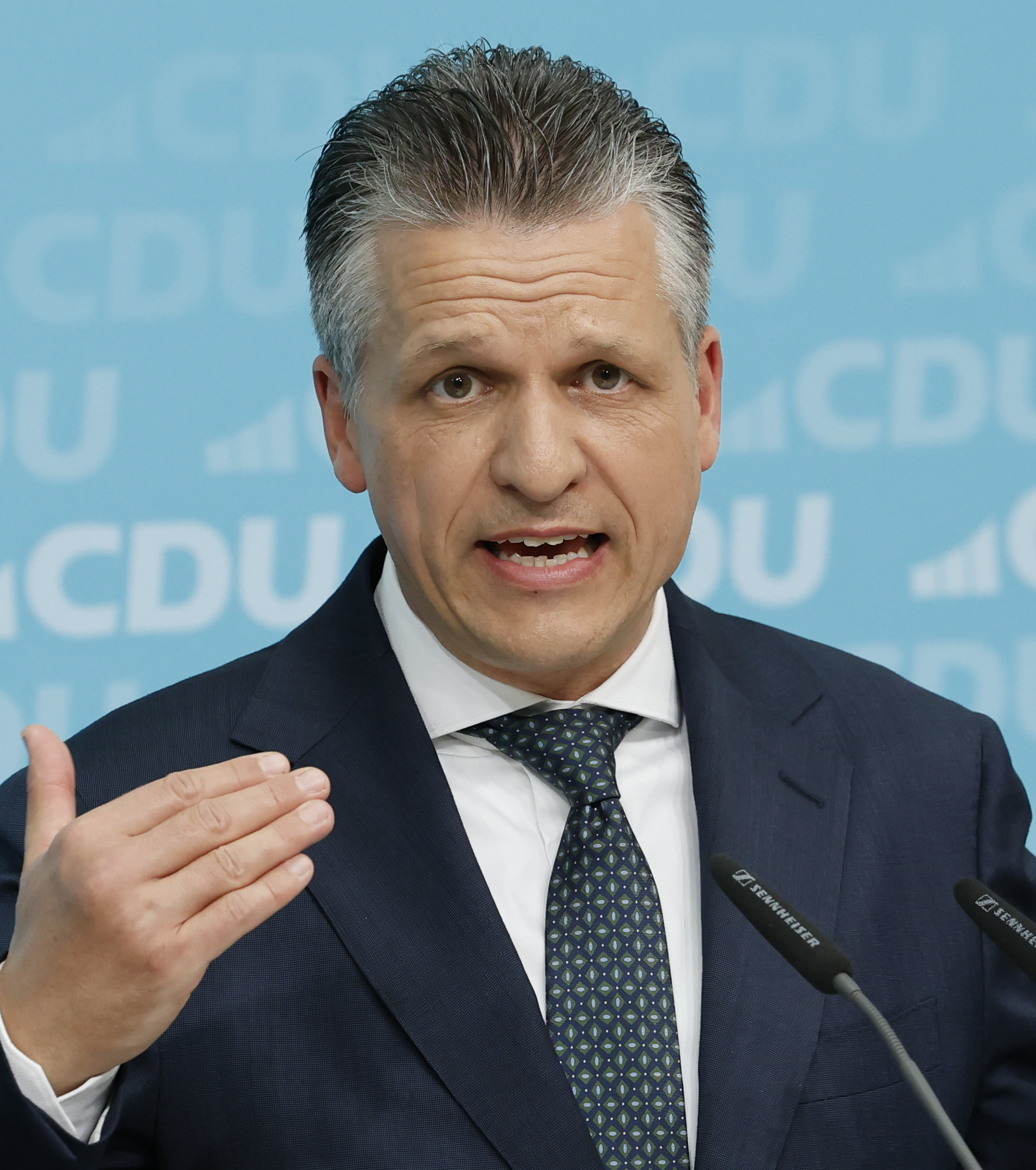
Thorsten Frei, jefe de la Cancillería Federal desde 2025.

- 1982–1984: Waldemar Schreckenberger
- 1984–1989: Wolfgang Schäuble
- 1989–1991: Rudolf Seiters
- 1991–1998: Friedrich Bohl
- 1998–1999: Bodo Hombach
- 1999-2005: Frank-Walter Steinmeier
- 2005-2009: Thomas de Maizière
- 2009-2013: Ronald Pofalla
- 2013-2018: Peter Altmaier
- 2018-2021: Helge Braun
- 2021-2025: Wolfgang Schmidt
- 2025-presente: Thorsten Frei